# Cultura de Iquitos

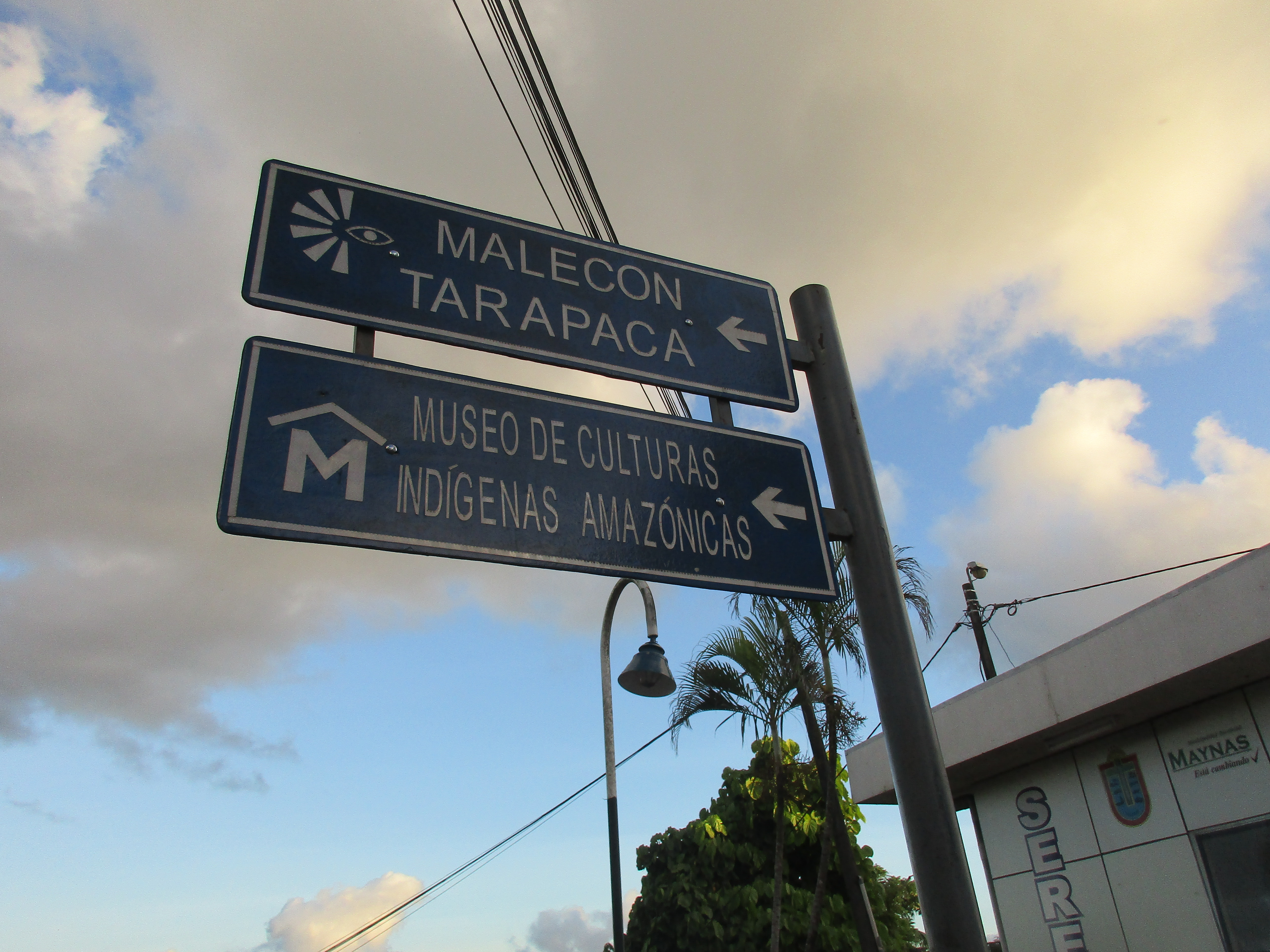
Letreros con indicaciones del Malecón Tarapacá y el Museo de Culturas Indígenas Amazónicas ambos en la zona monumental de Iquitos.

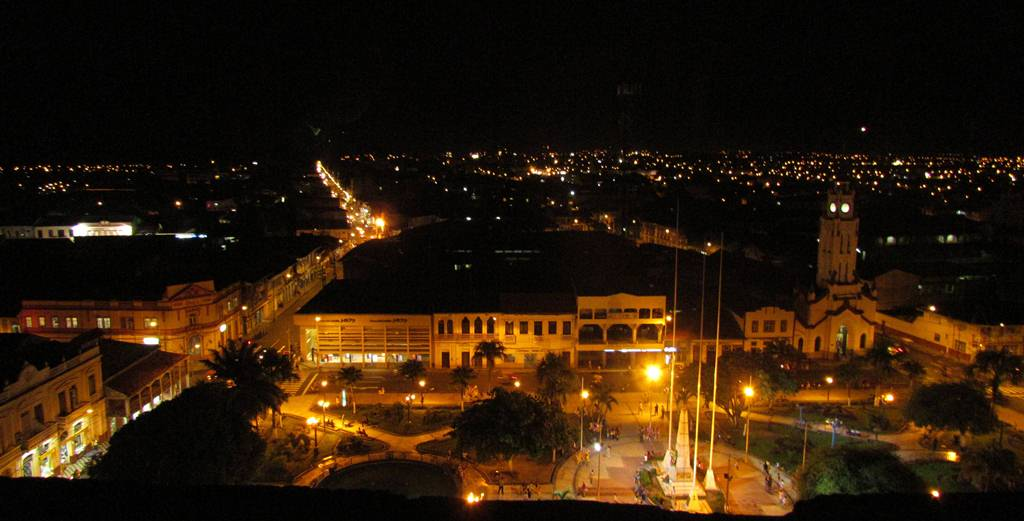
El Centro de Iquitos es el lugar donde se realiza más la actividad cultural de la ciudad.

La cultura de Iquitos es principalmente una cultura occidental-amazónica con cambiantes influencias de culturas latinoamericanas, asiáticas, estadounidense y mediterránea debido al boyante turismo. La cultura iquiteña se formó generalmente con la llegada del mercado europeo durante la fiebre del caucho, e impulsaron la ciudad económicamente. Este tiene sus propias características como su dialecto, música, artes, hábitos sociales, cocina y folclore. Iquitos es una ciudad étnicamente y racialmente diversa como resultado de inmigración de otros países y también pueblos amazónicos dentro de la región.
Sus principales influencias extranjeras vienen de España, Brasil, China y Portugal, mientras la cultura amazónica se mezcló con ella para generar una cultura mixta. Actualmente, la ciudad está siendo fuertemente influenciada por la globalización y la presencia de la inmigración turística.
La cultura iquiteña incluye más elementos conservadores que liberales, un predominante presencia católica con un considerable grupo de agnósticos, aspiraciones ambientalistas, tendencias bohemias, informalismo y libre expresión. También incluye una ferviente discusión entre la cultura amazónica y la cultura urbana de la ciudad como una etapa inicial de mosaico cultural. Su personalidad social, que incluye empatía y hospitaliridad, son características que se convirtieron en representación de la ciudad. Sin embargo, existen estereotipos comunes que intentan describir su cultura popular a través de los medios de comunicación nacional.
En Iquitos ha iniciado varios movimientos culturales influenciado por la globalización y motivados por su energía cultural amazónica que los conduce a la creación de nuevas ideas.
La ciudad de Iquitos es un importante centro de proyección cultural para la mayoría de las personas interesadas en temas amazónicos y las etnias que aspiran en presentar sus costumbres. Muchas familias amazónicas ven a Iquitos como una oportunidad tanto de difundir sus talentos.[cita requerida]

## Dialecto
El dialecto de Iquitos es conocido como el español amazónico, también llamado como dejo charapa o castellano de Loreto. Es generalmente considerado como uno de los dialectos más recordados en Perú, y posiblemente en Latinoamérica. Tiene detalles propios como pronunciación, entonación, construcción sintáctica, palabras propias y algunas diferencias de significado, con orígenes más cercanos al español andino y el portuñol. Además, el dialecto iquiteño tiene un llamativo y extenso vocabulario —por ejemplo, buchisapa significa persona gorda—, el cual es registrado en un diccionario de bolsillo titulado Charapeando de Augusto Rodríguez Linares; el libro es anualmente publicado en el Festival del Libro Verde realizado en la ciudad. El dialecto tradicional de Iquitos es muy rítmico, y tiene más protagonismo en el habla. El origen del dialecto se remonta a la creación de Iquitos y «debió tornarse» durante el siglo XVI en las poblaciones de la selva alta y extendiéndose a otros lugares ribereños, con influencia del quechua, el portugués brasileño, los términos arahuacocaribe y tupi-guaraní.
El dialecto tiene su propio y original subsistema fonético basada en la permutación entre /f/ y /x/. También existe otros idiomas hablados como el iquito, yagua, ese eja u otras lenguas nativas en Loreto, e idiomas extranjeros como el inglés y francés debido a la creciente globalización.
El dialecto iquiteño también experimenta una ligera presencia del spanglish (e.g. wachimán, resetear, lonche, etc.) La creciente característica cosmopolita de la ciudad ha generado momentáneos prestaciones lingüísticas originadas del pidgin. El acento colorido del dialecto también ha favorecido que algunos idiomas dentro de comunidades extranjeras tengan una forma rítmica de pronunciación, por ejemplo el «inglés charapa» hablado por el neoyorquino-iquiteño Anthony Giardenelli.

## Pintura y visuales

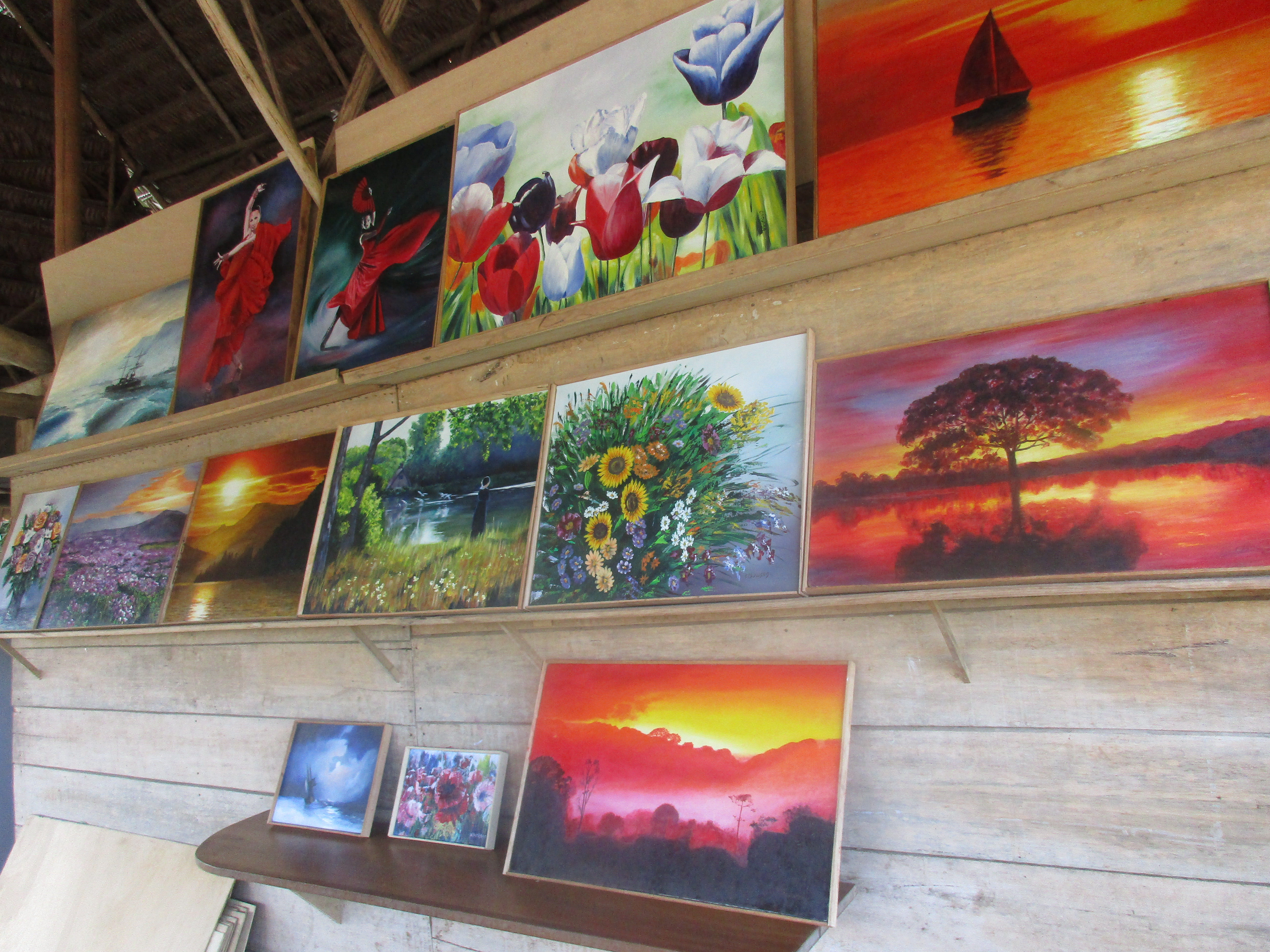
Pinturas de un café ubicado en medio de la carretera entre Iquitos y Nauta.

La pintura de Iquitos es de las más expresivas y eclécticas de todas las artes de la ciudad. La pintura amazónica de Iquitos como tal podría haber iniciado a partir de las pinturas rústicas de las etnias nativas. Está caracterizada por su representación del paisaje amazónico, las tradiciones, las etnias, la cosmovisión mágica y, en ocasiones, el estilo de vida urbana, en colores brillantes, que incluye estilos artísticos como el expresionismo, realismo, abstracción pictórica, etc. Iquitos es hogar de varios pintores loretanos tales como César Calvo de Araujo, Pablo Amaringo †, Christian Bendayán, Roldán Pinedo, Elena Valera, Rember Yahuarcani, Brus Rubio, Francisco Grippa, Víctor Churay, Julio Dávila Tello, Cliver Flores, Emilio López, Gino Ceccarelli, Jaime Choclote, Nanciy Dantas y Róger Murayari.
Pablo Amaringo fue un pintor de Ucayali que vivió en Iquitos por un largo tiempo, y sus pinturas muestran una delirante proyección mágica y fantástica, influenciada por su experiencia con la ayahuasca. Mientras tanto, Christian Bendayán, un artista contemporáneo, presenta en sus pinturas a través de cromatismo la Amazonía rural o urbana. Brus Rubio es un artista de origen murui y bora que despliega un arte visual sobre las cuestiones políticas de las etnias nativas y la presentación de la mitología amazónica como defensa ante su riqueza cultural.
Francisco Grippa, un peruano-húngaro, presenta un arte pictórico colorido de la vegetación y animales amazónicas. Su estilo, conocido como grippismo, está caracterizado por una «única representación impresionista» de pinceladas estrambóticas (dripping) repletas con color y forma. Ha sido comparado con el artista estadounidense Jackson Pollock. Gino Ceccareli presenta un estilo influenciado por la mitología amazónica y la cosmovisión de diversas etnias amazónicas, y tiene un mural de 540 metros que se expone en Francia.
La Escuela Superior de Bellas Artes Víctor Morey Peña es la principal institución de Iquitos encargada en difundir la pintura de nuevos talentos y cultivar la historia de la pintura de Iquitos. Existen varios eventos y festivales que están buscando

### Arte urbano

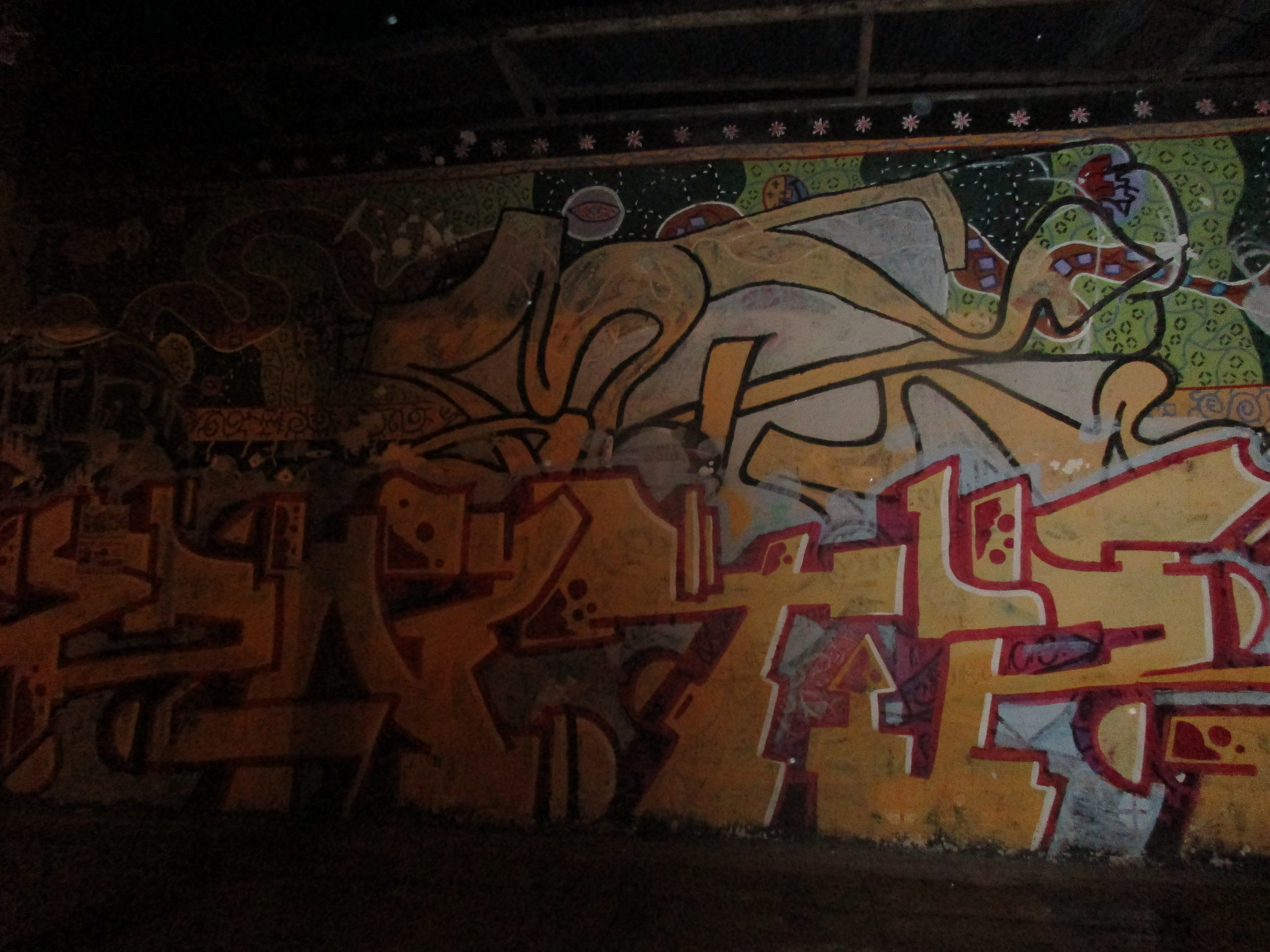
Grafiti iquiteño

La ciudad es lugar de nacimiento del arte pop amazónico —también conocido naíf salvaje—, es un estilo pop-art autodidacta propia de la ciudad, y es notable por su «centelleante» cromatismo, y hace una gran referencia a las experiencias alucinógenas de la ayahuasca. Originalmente, es un arte mural que prominentemente mezcla la colorida cultura amazónica, motivos europeos y personajes comerciales, el cual podría estar influenciado por el arte pop norteamericano, especialmente MTV.
Como expresión de la cultura hip hop, el grafiti también está presente en Iquitos a través de Pukuna 8990, liderada por Sose Silva, y la Familia Nativa, un grupo de música rap.

## Escultura
En la escultura, Iquitos tiene artistas destacados como Agustín Rivas, Luis Sisley, Milagros Ojer, Hideki Sifuentes Flores, Nancy Dantas, Emilio López Rengifo, Juan Zavaleta y Jhony Soria Arirama.
Rivas es conocido por sus esculturas de madera hecha con remo-caspi y su misticismo relacionado la ayahuasca como forma de inspiración, y la fantasmagoría amazónica. Sisley estudió en la Escuela Superior de Artes Víctor Morey Peña de Iquitos, donde su estilo consiste en «golpe de gubia en maderas ocasionales» con un carácter expresionista.
En 2012, se organizó el I Salón de Escultura Amazónica 2012.

## Teatro
El Teatro Alhambra fue un histórico teatro que albergó a la Compañía de Teatro «más grande y completa» en su historia a inicios del siglo XX, y su llegada a la ciudad fue un gran reto para el empresario. 
En 1911, Lucas Rodríguez contrató a un grupo de actores de donde formó una compañía teatral, y debido a la inestibilidad que ellos podrían enfrentarse como enfermedades, contrató un doble personal. El personal teatral era grande y estaba conformada por mujeres y hombres que hacían independientes como tiples cómicos, partiquinos, barítonos, tenores, 18 coristas, 12 profesores de orquesta, maquinista, electricista, peluquero y un sastre. Rodríguez se preocupaba por la salud de su personal debido a la larga y costosa travesía desde Barcelona a Iquitos. La fiebre amarilla propagada en Manaus lo alertó, y decidió no desambarcar en esa ciudad. Sin dar información sobre la epidemia, Rodríguez los trato con quinina. A la llegada a Manaus, unos cuantos pobladores manauenses se colaron al barco para escapar de la epidemia, y llegaron a contagiar a un actor, que resultó muerto, y preocupó al personal. La fiebre amarilla también había llegado a Iquitos, y dos maestros de orquesta fallecieron. Se determinó regresar a Europa, pero al ver que nadie más falleció, se quedaron en Iquitos.
El 24 de diciembre de 1911, la Compañía presentó su primera obra, El conde de Luxemburgo, donde las entradas se agotaron. Al finalizar, la presentación teatral fue aclamada intensamente por el público de casa. Una de las tiples, Caridad Álvarez, «casi se desmayó» debido a que escuchó silbatinas, sin embargo, el Inspector de Espectáculos de la Municipalidad explicó que no eran silbatinas, sino de silbidos de aprobación, una expresión de aclamación en Iquitos. Álvarez había experimentado un choque cultural, porque en España, una silbatina es considerada un signo de reprobación. Entre su debut y el 1 de junio de 1912, en que se despidió, presentó una enorme lista de obras teatrales tales como óperas, operetas, zarzuelas, dramas, comedias, sainetes, que incluía títulos como El cabo primero, El húsar de la guardia, La alegría de la huerta, El rey que rabió, La cara de Dios, La verbena de la Paloma, entre otros.
Actualmente, Iquitos cuenta con festivales de teatro y grupos preocupados en su proyección teatral. Además, el teatro es una de las expresiones artística presente en la educación primaria y secundaria de Iquitos. El Festival de Teatro Escolar Paco Yunque es un evento teatral que se realiza dentro de la región, y motiva la participación de varios grupos representantes de sus colegios, donde se evalúa expresión corporal, uso de espacio, mensaje, imaginación y creatividad. El Encuentro de Teatro Amazónico de Educación Superior es un festival organizado por la Universidad Nacional de la Amazonía Peruana, y viene realizándose como un proyector de cultura teatral en la ciudad. El Centro Cultural Infantil «Irapay» inició el Taller de Expresión Corporal Creativa y Teatro para un público infantil en la ciudad.

## Música
A pesar de que la música vernacular siempre estuvo presente, la música de Iquitos emergió con fuerza en la fiebre del caucho y se caracteriza por una energía cosmopolita. La inmigración trajo desde Europa a músicos de piano, violín, flauta y prevaleció géneros musicales como la balada, soul, vals, sinfonía, etc. Aparte de la invasión musical extranjera, apareció géneros musicales peruanos como el vals criollo, la marinera, el yaraví, el huayno, las tonadas de los caucheros riojanos. Hasta la actualidad, la ciudad es hogar de una enorme lista de artistas y grupos musicales que proyecta géneros contemporáneos, la mayoría infundidas con emoción amazónica, tales como el hip hop, rap, rock, heavy metal, jazz, punk, house y psytrance.
Algunos artistas notables de la época del caucho son Veridiana Coronel de Espinar, Rosa Vigil del Risco, María Raygada Vásquez, Georgina Medina de Israel, Delia y Victoria Polos Márquez, Rosa Lluján, Juana Terrones, Elisa Gálvez, las hermanas Trinidad, Zoila y Rosa Ramos y la violinista Antonieta Guerra del Águila. Anita Victoria Edery de Korswagen fue pianista y compositora, y tiene un gran catálogo musical que fue reconocido, incluyendo «Leticia» que fue declarada como oficial. Clotilde Arias Chávarri fue una compositora y poetisa que mantuvo una actividad musical importante tanto en Iquitos como en Nueva York, Estados Unidos. Antonio Wong Rengifo, quien también fue cineasta pionero de Iquitos, también fue pianista, guitarrista y acordeonista. Noé Silva fue otro importante musical iquiteño, y es considerado el artista musical más antiguo del Perú.
En los años 70, destacaron artistas como Orlando Cetraro de Souza, Benigno Soto Silva, Renato Mesía, entre otros. La música brasileña también tuvo influencia en Iquitos debido al contacto cercano que hay con Brasil, y hasta ahora existe ese intercambio. Los géneros brasileros presentes eran la samba, el maxixe, puladinho, así como las cuadrillas francesas.
La Orquesta Sinfónica Infantil y Juvenil en Iquitos es el principal grupo de música sinfónica en la ciudad. La cumbia amazónica (incluyendo a los Wembler's, Grupo Kaliente, Ilusion, Miel de Abeja, entre otros), y la pandillada musical son otros protagonistas culturales en la ciudad. El Barrio de Belén de Iquitos también es lugar de nacimiento de la cumbia psicodélica urbano-amazónica, con Ranil (integrante de la banda belenina Los Silvers) siendo su mayor exponente. En 2012, los Wembler's fusionaron la cumbia amazónica con la tarantela de Loreto, Italia, el cual se denominó «cumbiatella». Los sonidos del Perú tiene una pista ambiental de calidad surround del Mercado de Belén, el cual reproduce la abrumadora atmósfera comercial del lugar.

## Cine
La evolución cinematográfica en Iquitos pasó totalmente el proceso de la historia del cine mundial, desde la proyección de lámpara de carburo y la acción mecánica del operador hasta la implementación del sonido y el cine digital. La Amazonía y su movimiento urbano-idiosincrásico son los símbolos inherentes de su estilo cinematográfico tanto realizado por mismos iquieños que extranjeros residiendo en la ciudad.
Iquitos tiene una historia cinematográfica importante, que se originó de la llegada de familias extranjeras durante la fiebre del caucho a inicios del siglo XX. Un grupo de personas llevaron tecnología, incluyendo proyectores de los hermanos Lumiére. El pionero más importante del cine de Iquitos y el departamento de Loreto es Antonio Wong Rengifo; junto a este, otros cineastas como Werner Herzog, Armando Robles Godoy, Nora Izcue, Francisco Lombardi, Federico García y Dorian Fernández-Moris prolongaron la presencia cinematográfica en la ciudad. Iquitos fue y es usada como una escena cultural, referencia y regufio para varios cineastas.
Importantes películas filmadas en Iquitos y sus alrededores son: Frente del Putumayo (1932) y Bajo el sol de Loreto (1936) de Antonio Wong Rengifo; En la selva no hay estrellas (1966) and La muralla verde (1969) de Armando Robles Godoy; Aguirre, la ira de Dios (1972) y Fitzcarraldo (1982) de Werner Herzog; Informe sobre los shipibos (1974), Los hombres del Ucayali y Pantaleón y las visitadoras (1999) de Francisco Lombardi, y Cementerio general (2012) de Dorián Fernández-Moris.
A pesar de tener una larga filmografía, la joven industria cinematográfica no es fuertemente promocionada en la ciudad en su único cine comercial. Sin embargo, existe grupos culturales y underground preocupados en proyectar películas en festivales o filmotecas privadas como una forma de desarrollo cultural. También hay pequeños grupos de cineastas autodidactas que graban sus propias historias. Los géneros cinematográficos con más presencia en la ciudad son el documental, natura, drama y arte y, recientemente, terror y metraje encontrado en Cementerio general. Al principio, con Wong Rengifo, se filmó películas documental sobre partes de la vida.
La Casa Fitzcarraldo, ubicada en Punchana, Iquitos, tiene un importante presencia para el turismo cinematográfico en la ciudad, la cual abergó a Werner Herzog, Klaus Kinski, Claudia Cardinale, Jason Robards y Mick Jagger durante la producción de Fitzcarraldo entre 1977 y 1982. Como un pequeño museo, la Casa contiene una memorabilia fotográfica de la producción de la película.

## Ciencia y tecnología
Iquitos cuenta con centros de investigación como el Instituto de Investigaciones de la Amazonía Peruana (IIAP) y el Instituto Nacional de Innovación Agraria (INIA). El IIAP ha publicado varios libros sobre los procesos de investigación del paiche, el aguaje, el camu camu y otros frutos de la Amazonia Peruana, cuyos componentes son ricos en ácido ascórbico, betacaroteno y proteínas. Dichas publicaciones se encuentran en diferentes bibliotecas de la ciudad e incluso en el extranjero, ya que son fuente bibliográfica para el máximo aprovechamiento de los recursos amazónicos. El IIAP también contribuye a la capacitación de comunidades indígenas en la región Loreto (donde se ubica su Sede Central) y tiene sucursals en San Martín, Ucayali y Madre de Dios. A través de Talleres, los pobladores indígenas aprenden a manejar la producción de alevinos con el uso de tecnología, así como la siembra de frutos silvestres.  
Los estudiantes universitarios de las carreras de Biología, Agricultura, Ingeniería Forestal, Ingeniería Ambiental, Ecología y Bosques Tropicales y Psicultura de las diferentes universidades de la ciudad, tienen la opción de realizar sus estudios y prácticas en las instalaciones del IIAP; ya que cuentan con instrumentos y equipos modernos para el desarrollo científico y tecnológico de los futuros profesionales; algo que ha contribuido a fortalecer la capacidad académica y de gestión en dichas universidades. El IIAP es considerado el instituto más importante en investigación de la Amazonia Peruana, ya que la influencia de sus estudios han sido tomados en consideración por el gobierno de Perú y por institutos dedicados a la preservación y cuidado del medio ambiente, así como al estudio de plantas medicinales, recursos hídricos y farmacéuticas.
Su influencia en la cultura de Iquitos es importante, ya que su actual presidente, José Luis Campos Baca, ha sido premiado por sus publicaciones y aportes al desarrollo de la selva peruana. Actualmente, el auditorio de su Sede Central, es muy utilizados por los Ministerios de Agricultura, Cultura y Vivienda para reuniones con las autoridades y sociedad civil organizada, a fin de implementar estrategias de desarrollo para las provincias que conforman la región Loreto, sobre todo en cuidado del agua dulce y conservación de los recursos naturales.

## Folclore
El folclore de Iquitos está fuertemente influenciada por la cultura de las pueblos amazónicos. Estas características tradicionales son diversas y ha beneficiado el desarrollo de la personalidad iquiteña. Uno de los principales factores de la energía cultural tradicional de la ciudad es la mitología amazónica, el cual tiene una amplia lista de personajes, identificados por el folclor en seres imaginarios. Muchos de los seres legendarios, con apariencias motivadas por la geografía local, tienen poderes y han influenciado mucho en la agricultura y la cosmovisión de Iquitos. La danza y la música, una mezcla de herencia indígena y mestiza, están relacionada estrechamente con los significados de la mitología, y también con la vida del ciudadano y poblador amazónico.
El folclore de la ciudad es cambiante y cíclico. Las leyendas contadas oralmente son más prominentes en los barrios limítrofes, sin embargo, la referencia tradicional siempre permanece como bromas y relatos en los barrios más céntricos. Existe varios personajes humanos o situaciones características de la idiosincrasia de la ciudad que también permanecen como latiguillos.
A pesar de que algunos pueblos indígenas han perdido parte de su folclore debido a la cultura occidental, su arte se ha mantenido a través de la artesanía y la comida.

## Moda

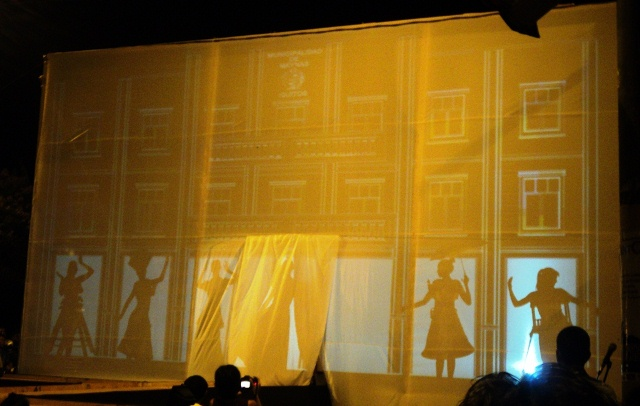
Retroproyección con siluetas de las modelos durante la introducción del Vistámonos de Iquitos realizado el 5 de enero de 2013. El evento es conocido como el primero en el ámbito del diseño de modas en la ciudad.

Debido al clima caluroso, Iquitos tiene una preferencia particular en la indumentaria con un estilo casual de tela ligera y con colores claros. El polo es una prenda de vestir que usa la mayoría de hombres y mujeres; en el caso femenino, la blusa, sin muchos volantes, también es muy común. El pantalón corto es muy usado, aunque también existe el uso prominente del jean. La camisa de campo es un tipo de polo con notorio uso en la ciudad, especialmente que puede ser usado tanto para casual y reuniones. El tipo de gorra más vestido es la gorra de béisbol, el cual tiene configuraciones de color, incluso pequeños reajustes en su línea.
Iquitos tiene una industria de la moda muy joven con presentaciones eventuales, momentáneas e intercaladas. Tiene notables características innovadoras como las camisas con estampados reflejando los patrones geométricos en las vestimentas del pueblo muruy, u otro pueblo amazónico. También existe etapas que se distribuye polos con arte de protesta usando la serigrafía. 
Vistámonos de Iquitos fue un notable evento realizado el 5 de enero de 2013 que destacó por su innovación. Consistió en una pasarela de ocho vestimentas complejamente elaboradas diseñadas por La Restinga, cada una de ellas representando un monumento arquitectónico tales como la Iglesia Matriz o la Casa de Fierro. A priori, el diseño de las vestimentas fue considerada como una «alarma» sobre el estado cultural de Iquitos.

## Problemática
El patrimonio cultural de Iquitos se ha enfrentado con fuertes problemáticas en la era contemporánea. 

### Privación y disonancia cultural
Iquitos ha presentado una evidente privación y disonancia cultural en varios grupos de personas, causado por una «dejadez», una falta de identidad, carencia de organización y una borrosa afirmación sobre su cultura. La ingenuidad y la ignorancia son las principales causas para que específicos grupos de personas tengan reacciones indiferentes en el desarrollo cultural de su ciudad. A partir de esto, la idiosincrasia de la ciudad ha sido analizada, criticada y cuestionada desde un punto de motivación y proyección cultural.
La gran comunidad cultural de Iquitos, conformada por la Red Cultural Amazónica Peruana, Mantra, Círculo Cromático, Irapay, La Restinga, La Beneficencia Pública, CHERL, entre otros, siempre ha buscado la difusión cultural de la ciudad y, en los inicios, tuvo que enfrentarse al desinterés cultural de la población. Debido a eso, mucho de ellos, han recurrido a difundir por medios independientes, o de todos modos, a través de los medios de comunicación predominantes.
El gobierno local siempre fue criticado respecto al apoyo cultural de la ciudad debido a la demolición de una arquitectura considerada patrimonio, y el temporal cierre de la Biblioteca Amazónica. Estos sucesos provocaron que la comunidad cultural haga críticas fuertes sobre la gestión. Incluso, se ha detectado que el gobierno usa proyectos culturales inconsistentes e insustanciales como propaganda para ganar adeptos y conducir a una reelección.
Escribiendo para La Región, José Vásquez de la Torre opinó sobre el contenido de la programación radial: «La falta de programas radiales que difundan música de calidad es imperdonable. Nuestros medios solo propala música de escasa calidad y que para rematar ni siquiera pertenecen a autores peruanos». Un grupo de alumnos de la Universidad Científica del Perú realizó un análisis donde concluyó que la televisión de Iquitos aún mantenía una calidad de información poco preparada.